# Tupelo (Mississippi)
Tupelo ist eine Stadt und Sitz der Countyverwaltung (County Seat) im Lee County im US-Bundesstaat Mississippi. Das U.S. Census Bureau hat bei der Volkszählung 2020 eine Einwohnerzahl von 37.923 ermittelt. 
Die Stadt wurde als Geburtsort von Elvis Presley bekannt.

## Geschichte
Das Stadtgebiet war früher von Chickasaw und Choctaw bevölkert. Bis 1830 waren alle aus ihrer Heimat vertrieben.
Am 26. Mai 1736 fand auf dem Gebiet die Schlacht von Ackia statt, die zwischen Briten gemeinsam mit ihren Verbündeten, den Chickasaw, gegen Franzosen und deren Verbündete Choctaw ausgetragen wurde. Die Stadt wurde 1870 gegründet und ist benannt nach dem einheimischen Ogeche-Tupelobaum (Nyssa aquatica), einer Art aus der Familie Nyssaceae.
Im Juli 1864 fand die Schlacht von Tupelo statt, bei der die Unionstruppen unter General Andrew Jackson Smith die Konföderierten unter der Führung von Nathan Bedford Forrest besiegten. Nach dem Krieg brachte eine Eisenbahnlinie Wohlstand und Wachstum nach Tupelo.
1936 suchte ein Tornado die Stadt heim. 2015 wurde in Tupelo ein Bombenanschlag auf einen Walmart verübt, weil der Konzern den Verkauf von Kriegsflaggen der Konföderierten Staaten von Amerika eingestellt hatte.

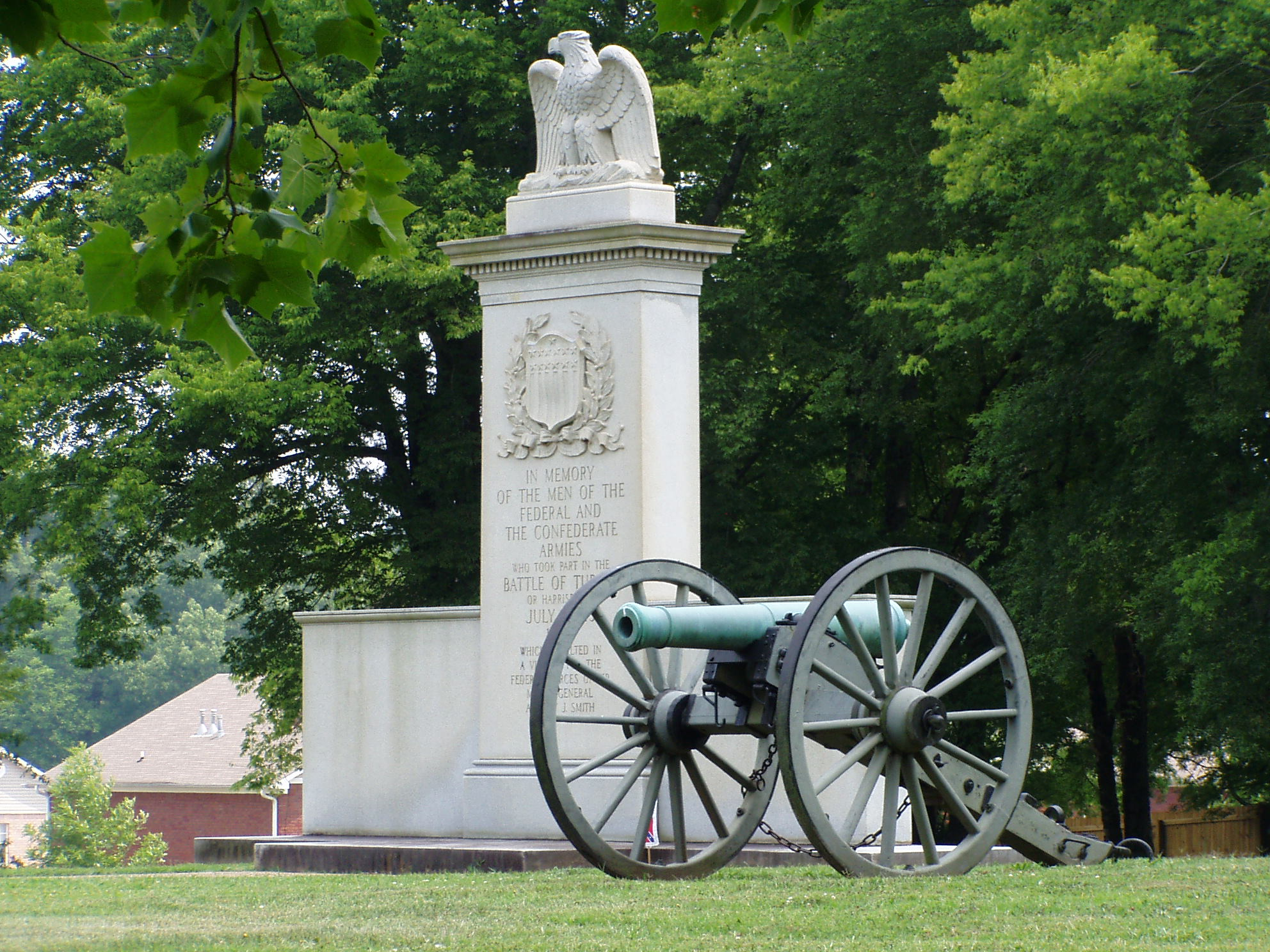
Das Tupelo National Battlefield ist einer von 20 Einträgen des Countys im NRHP.

20 Bauwerke und Stätten in Tupelo sind im National Register of Historic Places (NRHP) eingetragen (Stand 1. Oktober 2018).

## Rezeption
1960 schrieb John Lee Hooker einen Song über die Flut in Tupelo im Jahr 1936; ein Remake des Titels wurde 1995 veröffentlicht. 1985 veröffentlichte Nick Cave die Single Tupelo als Hommage an sein großes Vorbild Elvis Presley. Weitere Musikstücke, in denen Tupelo vorkommt, sind Porch Swing in Tupelo von Elton John und Back to Tupelo von Mark Knopfler, beide aus dem Jahr 2004 und Ode to Billie Joe aus dem Jahr 1967. Von Van Morrison stammt das Album Tupelo Honey aus dem Jahr 1971. 2003 veröffentlichte die Progressive-Metal-Band SikTh einen Song mit dem Titel Tupelo auf ihrem Debütalbum, in dem unter anderem die Stimme von Elvis Presley imitiert wird.

## Söhne und Töchter der Stadt
- Aaron Sparks (1906–1935), Bluesmusiker
- Sam Gilliam (1933–2022), Künstler
- Etta Zuber Falconer (1933–2002), Mathematikerin und Hochschullehrerin
- Jumpin’ Gene Simmons (1933–2006), Country-, Rockabilly- und Rock’n'Roll-Musiker
- Elvis Presley (1935–1977), Sänger und Schauspieler
- Jimmy Wages (~1935–1999), Rockabilly-Musiker
- Alan Nunnelee (1958–2015), Politiker
- Arthur Jafa (* 1960), Videokünstler
- Tamika Whitmore (* 1977), Basketballspielerin
- Tina Mabry (* 1978), Regisseurin und Produzentin
- Wesley Pentz (* 1978), Musikproduzent und DJ
- Tan White (* 1982), Basketballspielerin
- Catherine Lacey (* 1985), Schriftstellerin
- Jordan Prince (* 1990), Singer-Songwriter
- Allie Grant (* 1994), Schauspielerin